# 龐艾

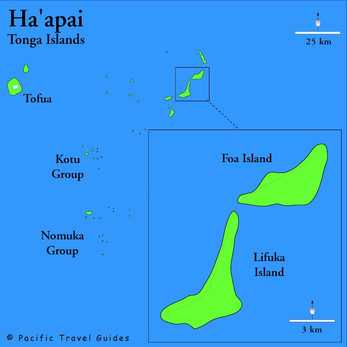
哈派群島，右下方為利富卡島

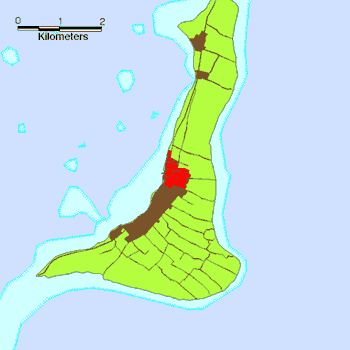
龐艾於利富卡島的位置

龐艾是太平洋島國湯加的城鎮，位於哈派群島利富卡島西岸，鎮上有銀行、市集、歷史建築物和具殖民地風格的房屋，機場距離鎮中心約5公里，人口約2,000。

## 外部連結
- Map of Pangai[]
- Pictures from Pangai

19°48′12″S 174°20′56″W / 19.80333°S 174.34889°W